# Kubo i dwie struny
Kubo i dwie struny – amerykański animowany film przygodowy fantasy z 2016 roku w reżyserii Travisa Knighta. W rolach głównych wystąpili: Charlize Theron, Art Parkinson, Ralph Fiennes, Rooney Mara, George Takei i Matthew McConaughey. Film był nominowany m.in. do dwóch Oscarów.

## Fabuła
W feudalnej Japonii 12-letni Kubo opiekuje się matką, Sariatu. Kobieta próbuje ukryć chłopaka przed jego dziadkiem, potężnym Księżycowym Królem, który chce go jej odebrać. W końcu odnajduje on chłopca i wysyła po niego bezwzględne siostry Sariatu. Uratowany przez matkę, chłopak poszukuje artefaktów do walki z dziadkiem. W podróży towarzyszą mu antropomorficzni Małpa i Żuk.

## Obsada głosowa
| Rola                   | Aktor                | Polski dubbing       |
| ---------------------- | -------------------- | -------------------- |
| Kubo                   | Art Parkinson        | Bernard Lewandowski  |
| Małpa / Sariatu        | Charlize Theron      | Lidia Sadowa         |
| Żuk / Hanzo            | Matthew McConaughey  | Tomasz Borkowski     |
| Księżycowy Król Raiden | Ralph Fiennes        | Wojciech Paszkowski  |
| Siostry                | Rooney Mara          | Agnieszka Kunikowska |
| Kameyo                 | Brenda Vaccaro       | Barbara Zielińska    |
| Hosato                 | George Takei         | Józef Grzymała       |
| Hashi                  | Cary-Hiroyuki Tagawa | Zbigniew Konopka     |
| Mari                   | Meyrick Murphy       | brak danych          |
| Minae                  | Minae Noji           | brak danych          |
| Aiko                   | Alpha Takahashi      | brak danych          |
| Miho                   | Laura Miro           | brak danych          |
| Ken                    | Ken Takemoto         | brak danych          |

## Odbiór

### Box office
Budżet filmu wyniósł 60 milionów dolarów. Przychody z wyświetlania w kinach, są szacowane na około 77 mln, a ze sprzedaży na płytach DVD/Blu-Ray na 10 mln USD.

### Krytyka w mediach
Film spotkał się z pozytywną reakcją krytyków. W serwisie Rotten Tomatoes 97% ze 228 recenzji uznano za pozytywne, a średnia ocen wystawionych na ich podstawie wyniosła 8,4/10. Na portalu Metacritic średnia ocen z 38 recenzji wyniosła 84 punkty na 100.